# Ceratina capitosa
Ceratina capitosa är en biart som beskrevs av Smith 1879. Ceratina capitosa ingår i släktet märgbin, och familjen långtungebin. Inga underarter finns listade i Catalogue of Life.